# 新华南路 (北京市)
39°54′03″N 116°39′08″E / 39.9009°N 116.65218°E

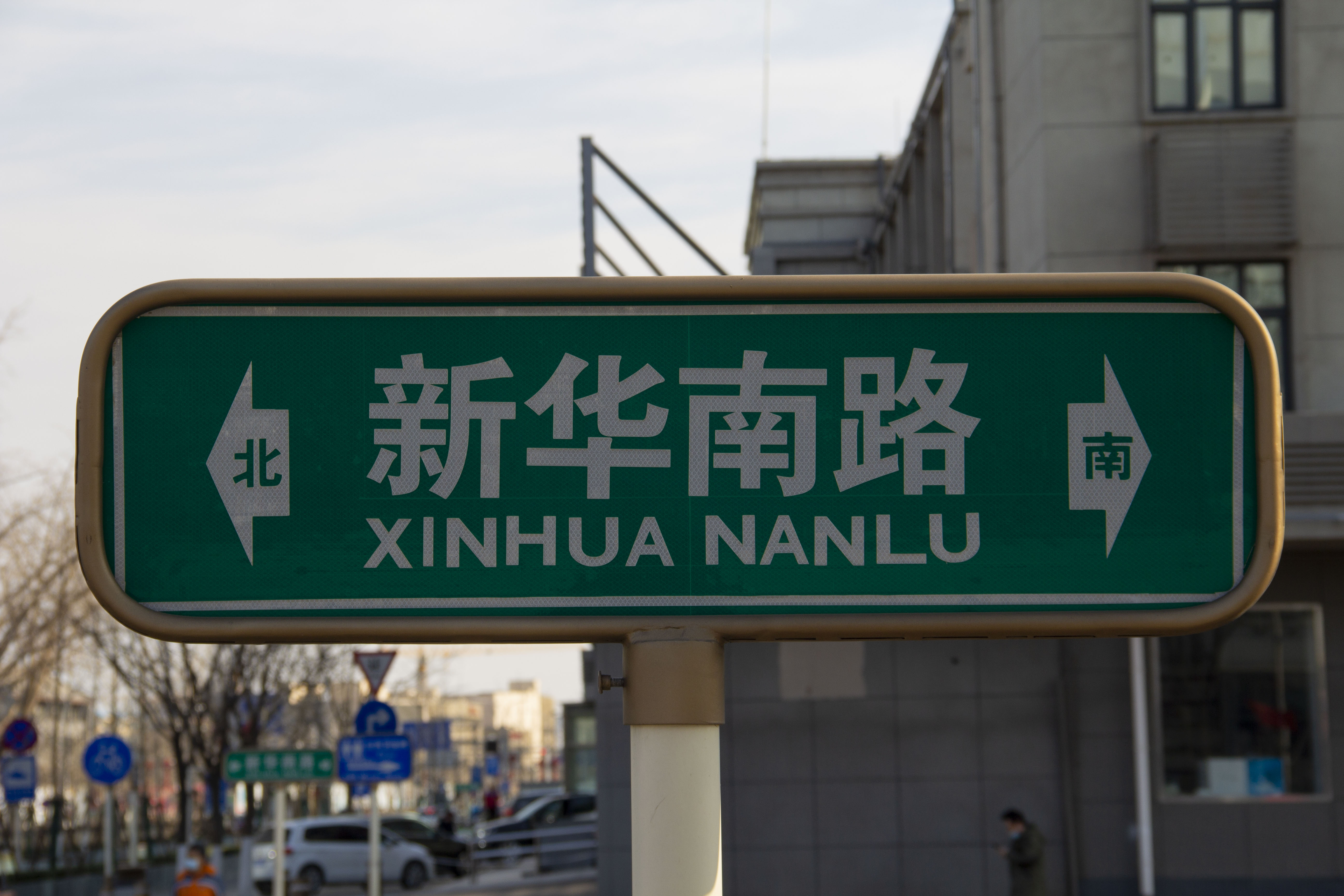
新华南路 街牌

新华南路，亦称佟麟阁街，是位于中国北京市通州区的一条道路，北起与新华大街交汇的十字路口，连接新华北路，南至北苑南路，连接通马路，是北京城市副中心“十一横九纵”路网体系中“通顺路-新华北路-九棵树中路”纵向通道的一部分。潞河医院和潞河中学位于这条路的东西侧。

## 历史

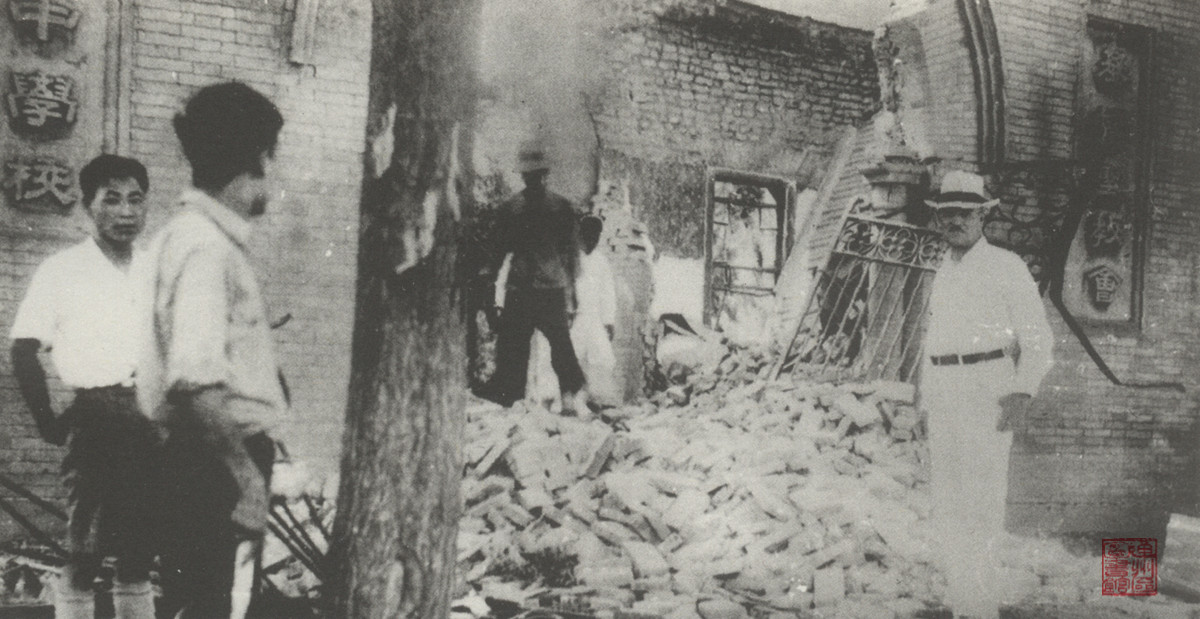
1937年通州起义过后，日军为了报复，将潞河中学校门炸毁。

- 此街在明景泰年间形成[2]，新华南街曾是从新城南门进入通州新城内大运西仓的仓道，因为在新城南门内称为南大街[3]。因为与新城南街十字相交，又称十字街[4]。
- 1946年，为纪念抗日戰爭平津作战中阵亡的佟麟阁将军，改名佟麟阁大街[4]。
- 1955年，北延至新华大街[3]。
- 文化大革命期间，改名人民路[4]。
- 1981年，改名新华南街[3]。
- 1985年，为纪念抗日战争胜利四十周年，恢复名为佟麟阁街。
- 2002年，改名为新华南路[5]。目前名称新华南路、佟麟阁街混用[4]。

## 建筑物
| 新华南路西侧           | 新华南路西侧             | 新华南路西侧           | ↑ 北 新 华 南 路 南 ↓ | 新华南路东侧           | 新华南路东侧           | 新华南路东侧           |
| ---------------------- | ------------------------ | ---------------------- | --------------------- | ---------------------- | ---------------------- | ---------------------- |
| 门牌号                 | 建筑物、场所或单位       | 图片                   | ↑ 北 新 华 南 路 南 ↓ | 图片                   | 建筑物、场所或单位     | 门牌号                 |
| 新华西街               | 新华西街                 | 新华西街               | ↑ 北 新 华 南 路 南 ↓ | 新华东街               | 新华东街               | 新华东街               |
| 中山大街59号院         | one写字楼                |                        | ↑ 北 新 华 南 路 南 ↓ |                        | 北京市通州区电信局     | 新华东街306号          |
| 中山大街59号院         | one写字楼                |                        | ↑ 北 新 华 南 路 南 ↓ |                        | 中国联通               | 6号                    |
| 中山大街               | 中山大街                 | 中山大街               | ↑ 北 新 华 南 路 南 ↓ | 中山大街               | 中山大街               | 中山大街               |
| 21号                   | 红旗宾馆                 |                        | ↑ 北 新 华 南 路 南 ↓ |                        | 34号院                 | 34号                   |
| 39号                   | 北京北方红旗机电有限公司 |                        | ↑ 北 新 华 南 路 南 ↓ |                        | 34号院                 | 34号                   |
| 新城南街               | 新城南街                 | 新城南街               | ↑ 北 新 华 南 路 南 ↓ | 新城南街               | 新城南街               | 新城南街               |
|                        |                          |                        | ↑ 北 新 华 南 路 南 ↓ |                        | 潞河名苑南区           | 四员厅街36号           |
|                        | 后南仓小区               |                        | ↑ 北 新 华 南 路 南 ↓ |                        | 潞河医院               | 82号                   |
| 玉带河西街             | 玉带河西街               | 玉带河西街             | ↑ 北 新 华 南 路 南 ↓ | 玉带河东街             | 玉带河东街             | 玉带河东街             |
| 131号                  | 首都医科大学糖尿病研究所 |                        | ↑ 北 新 华 南 路 南 ↓ |                        |                        |                        |
|                        | 新城南关小区             |                        | ↑ 北 新 华 南 路 南 ↓ |                        |                        |                        |
| 135号                  | 潞河中学                 |                        | ↑ 北 新 华 南 路 南 ↓ |                        |                        |                        |
| 京哈线                 | 京哈线                   | 京哈线                 | ↑ 北 新 华 南 路 南 ↓ | 京哈线                 | 京哈线                 | 京哈线                 |
| 153号                  | 153号院                  |                        | ↑ 北 新 华 南 路 南 ↓ |                        | 葛布店北里北区         | 194号                  |
|                        |                          |                        | ↑ 北 新 华 南 路 南 ↓ | 蓝山国际公寓           |                        |                        |
|                        |                          |                        | ↑ 北 新 华 南 路 南 ↓ | 葛布店北里小区         |                        |                        |
| 通朝大街（广渠快速路） | 通朝大街（广渠快速路）   | 通朝大街（广渠快速路） | ↑ 北 新 华 南 路 南 ↓ | 通朝大街（广渠快速路） | 通朝大街（广渠快速路） | 通朝大街（广渠快速路） |

|  | 通州 新城 北門 南門 新城南門 西門 東門 北極閣 文昌閣 敵樓 舊敵樓 鼓樓 文殊塔 南溪閘 減水閘 通流閘 新城大街 西大街 北大街 东大街 南关大街 南大街 西顺城街 天成巷 帥府街 東關大街 十字街 大、小紅牌樓胡同 新街下坡胡同 新街口 西倉 南倉 中倉 馬家胡同 熊家胡同 四眼井胡同 史家胡同 白將胡同 大条胡同 二条 三条胡同 小燒酒胡同 半截胡同 大燒酒胡同 中倉胡同 倉溝 史家胡同 石板胡同 如意胡同 蔡家胡同 教子胡同 東塔胡同 前剪子巷 后剪子巷 豆腐巷 八里橋 通利橋 哈叭橋 善人橋 臥虎橋 吾党橋 東水關 南水關 東海 西海 葫蘆頭 石壩 土壩 北運河 通州衛 理事廳 倉場署 刑錢府 江蘇局 浙江局 貢院 後營 東營房 西營房胡同 定邊衛 北後街 南街 黃亭 聖教寺 慈航寺 靜安寺 觀昌寺 文廟 武聖廟 大關廟 龍王觀 三官廟 萬壽宫 碧霞宫 射園 北果市 牛市口 魚市 糧食市 江米店 東柵欄口 西柵欄口 玉带河 |
|  | 光緒《通州志》中的“城池圖” |

|  | 潞苑北大街 朝阳北路 潞苑二街 潞苑南大街 通燕路 新华西街 新华东街 通胡大街 召里大街 玉带河西大街 玉带河东大街 广渠路 运河西大街 运河东大街 怡乐中街 九棵树东路 京津公路 怡乐南街 云景南大街 小圣庙街 万盛南街 云瑞南街 施园街 金榆路 怡乐西路 商通大道 通惠北路 通惠南路 翠屏西路 九棵树西路 通顺路 新华北路 新华南路 九棵树中路 滨榆西路 东关大道 故城东路 颐瑞东路 潞苑东路 芙蓉东路 潞阳大街 东六环西侧路 通怀路 通济路 张凤路 春明西路 通济路 东部发展带联络线 |
|  | 北京城市副中心十四五规划 “十一横九纵”路网体系 |